# Dreieinigkeitskirche (Wassertrüdingen)

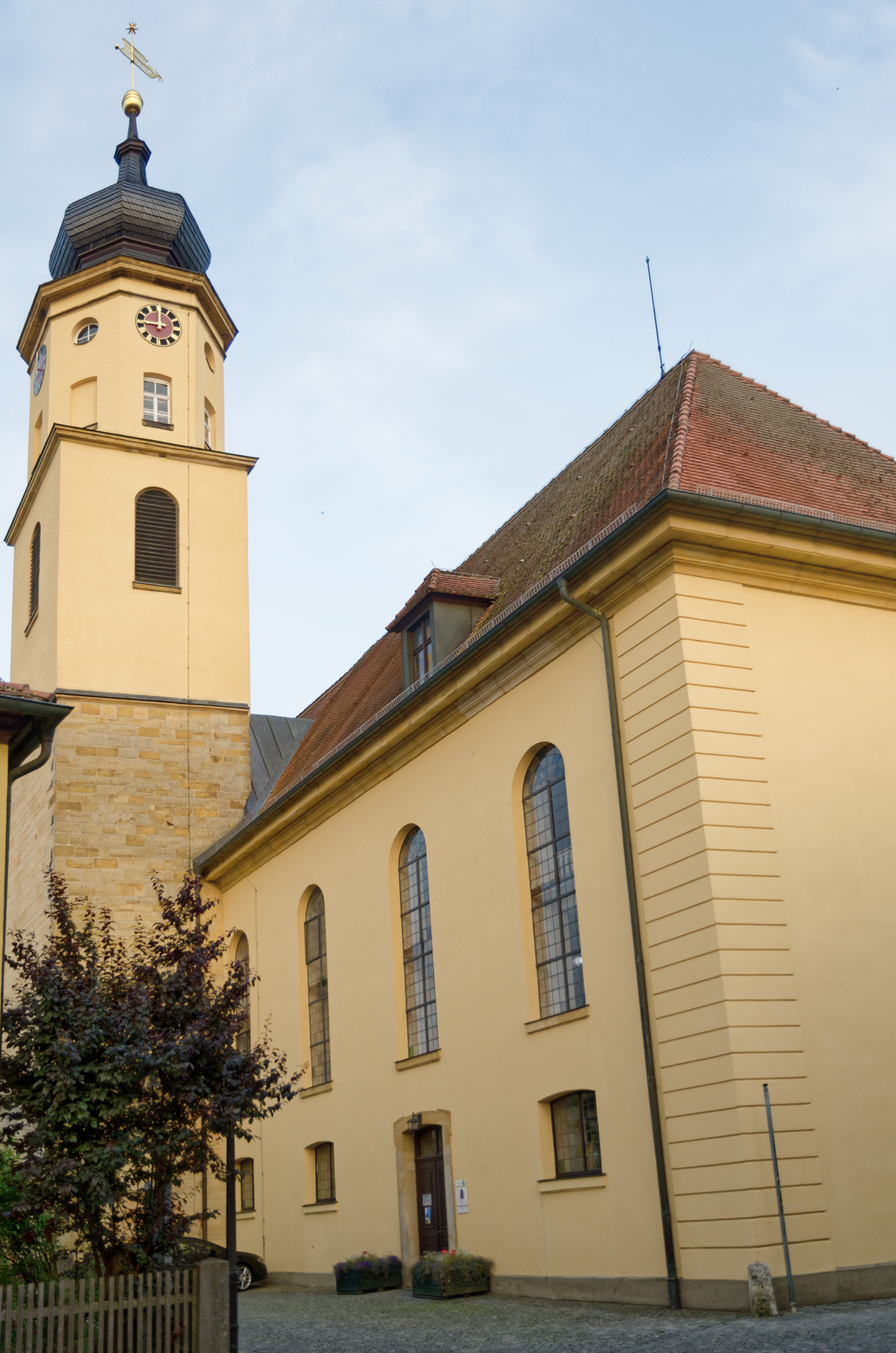
Außenansicht von Nordwesten

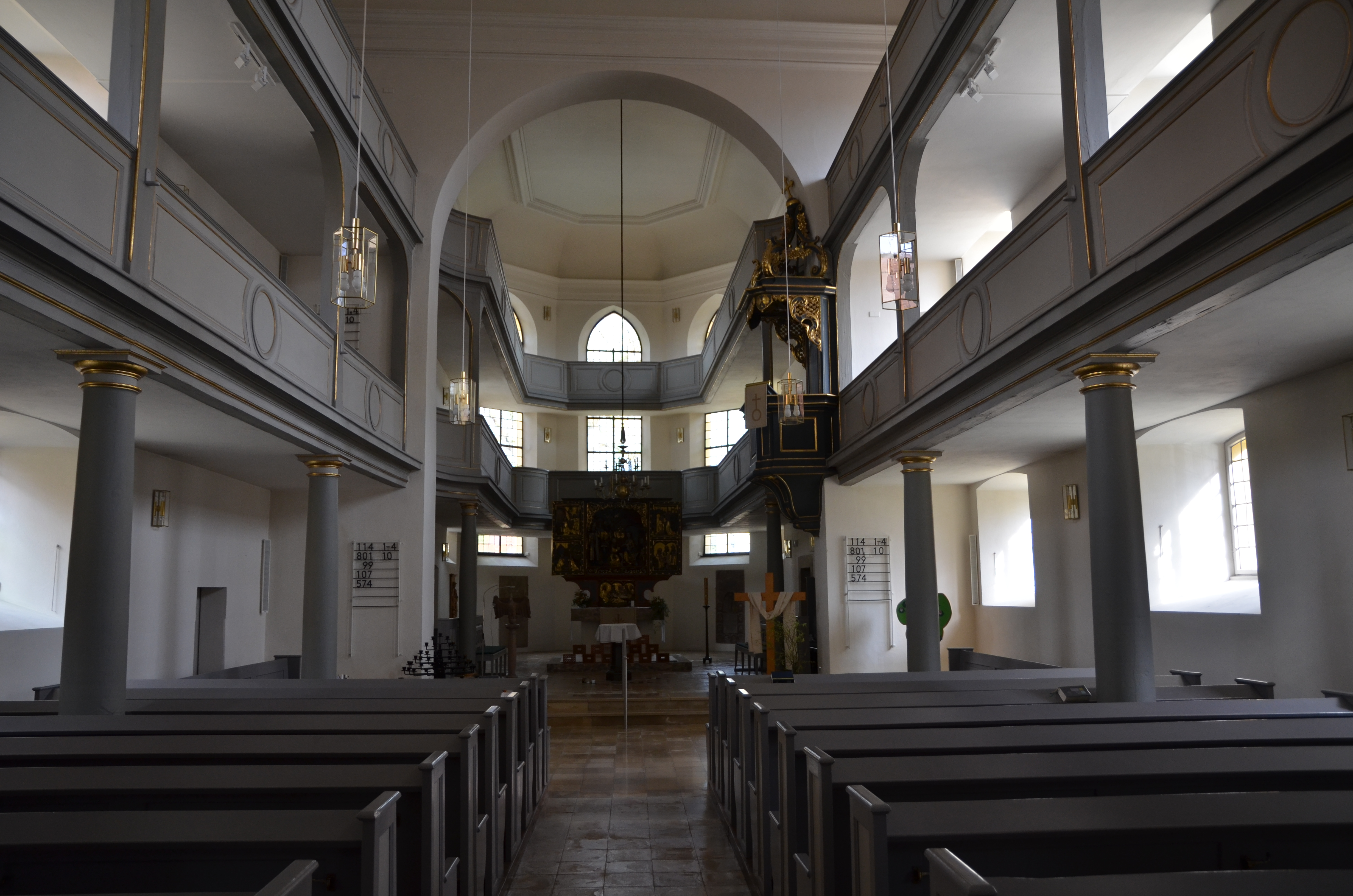
Innenansicht mit Altar, Kanzel und Emporen

Die Dreieinigkeitskirche ist eine evangelisch-lutherische Stadt- und Pfarrkirche in Wassertrüdingen im mittelfränkischen Landkreis Ansbach. Die Kirche Zur Heiligen Dreieinigkeit gehört zum Evangelisch-Lutherischen Dekanat Wassertrüdingen und ist unter der Denkmalnummer D-5-71-214-35 als Baudenkmal in die Bayerische Denkmalliste eingetragen.

## Lage
Die Kirche befindet sich im Stadtzentrum auf einer Höhe von 423 Metern über NHN. Die postalische Adresse lautet Kirchgasse 2.

## Baugeschichte
Die Kirche wurde von 1738 bis 1740 nach Plänen des Ansbacher Hofbaumeisters Johann David Steingruber vom Ansbacher Hofbauamt unter Leopoldo Retti gebaut. Dabei wurde der gotische Chor einer Vorgängerkirche aus dem 15. Jahrhundert integriert. Bei der Kirche handelt es sich um einen Saalbau im barocken Markgrafenstil mit polygonalem gotischem Chorschluss und nördlichem Flankenturm sowie angefügter Sakristei. Der Turm ist im Kern mittelalterlich. Die Kirche wurde immer wieder renoviert, zuletzt in den Jahren 2001–2004.
Eine Vorgängerkirche wurde unter Bischof Gundekar II. (1057–1075) geweiht. Sie trug später die Namen des hl. Sigismund und des hl. Georg. Im 13. Jahrhundert wird der hl. Wilhelm als erster Kirchenpatron genannt. Einen großen Stadtbrand 1388 scheint die damalige Stadtkirche überstanden zu haben. Ab 1528 wurde die Reformation eingeführt.
Am 24. August 1634 wurden bei der Eroberung der Stadt im Dreißigjährigen Krieg durch die bayerischen Truppen unter General Johann von Werth die Stadt und die Kirche fast vollständig niedergebrannt. Erst 1650 begann der Wiederaufbau unter einem Baumeister Hans Schön.

## Ausstattung

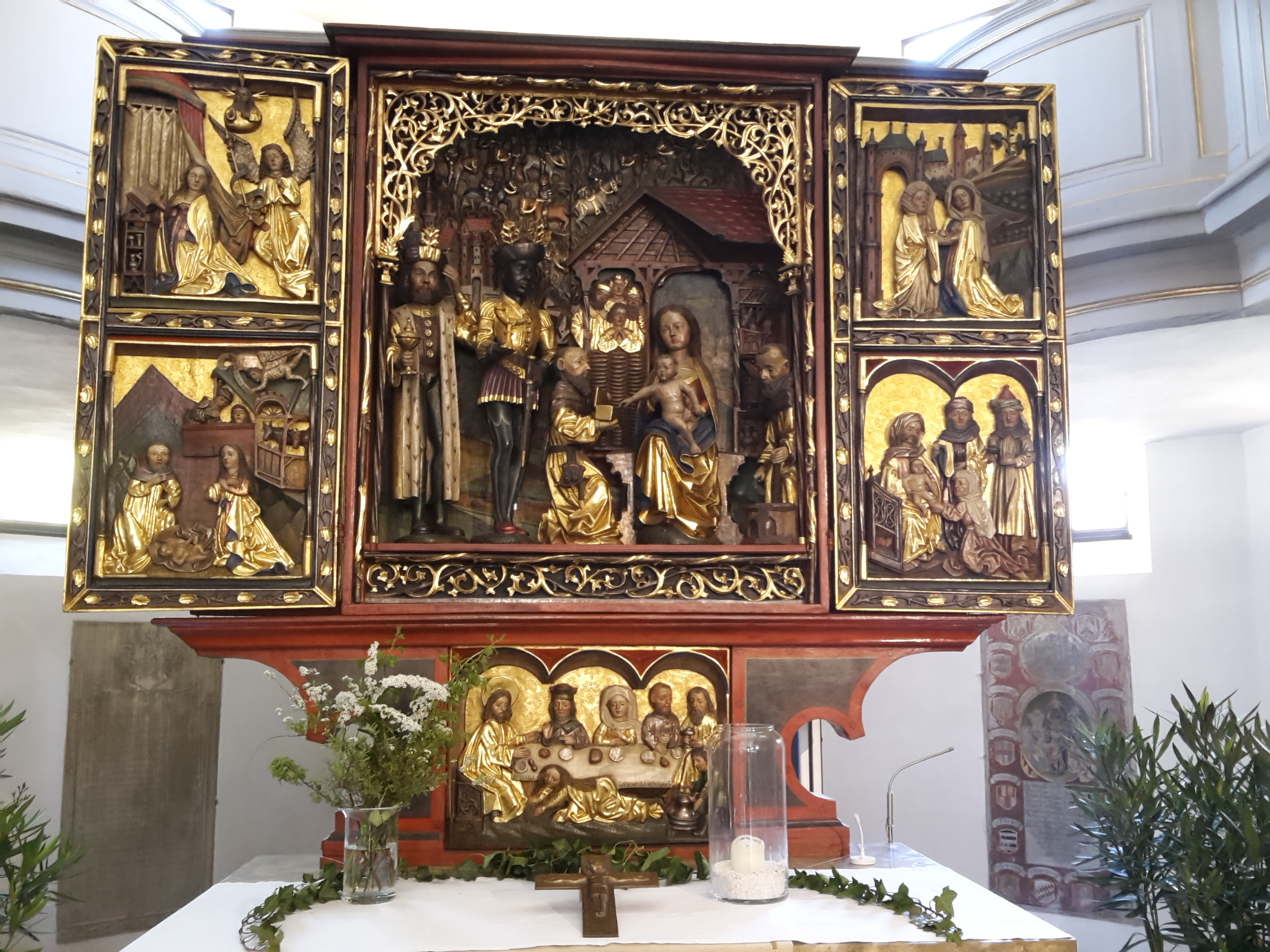
Spätgotischer Flügelaltar

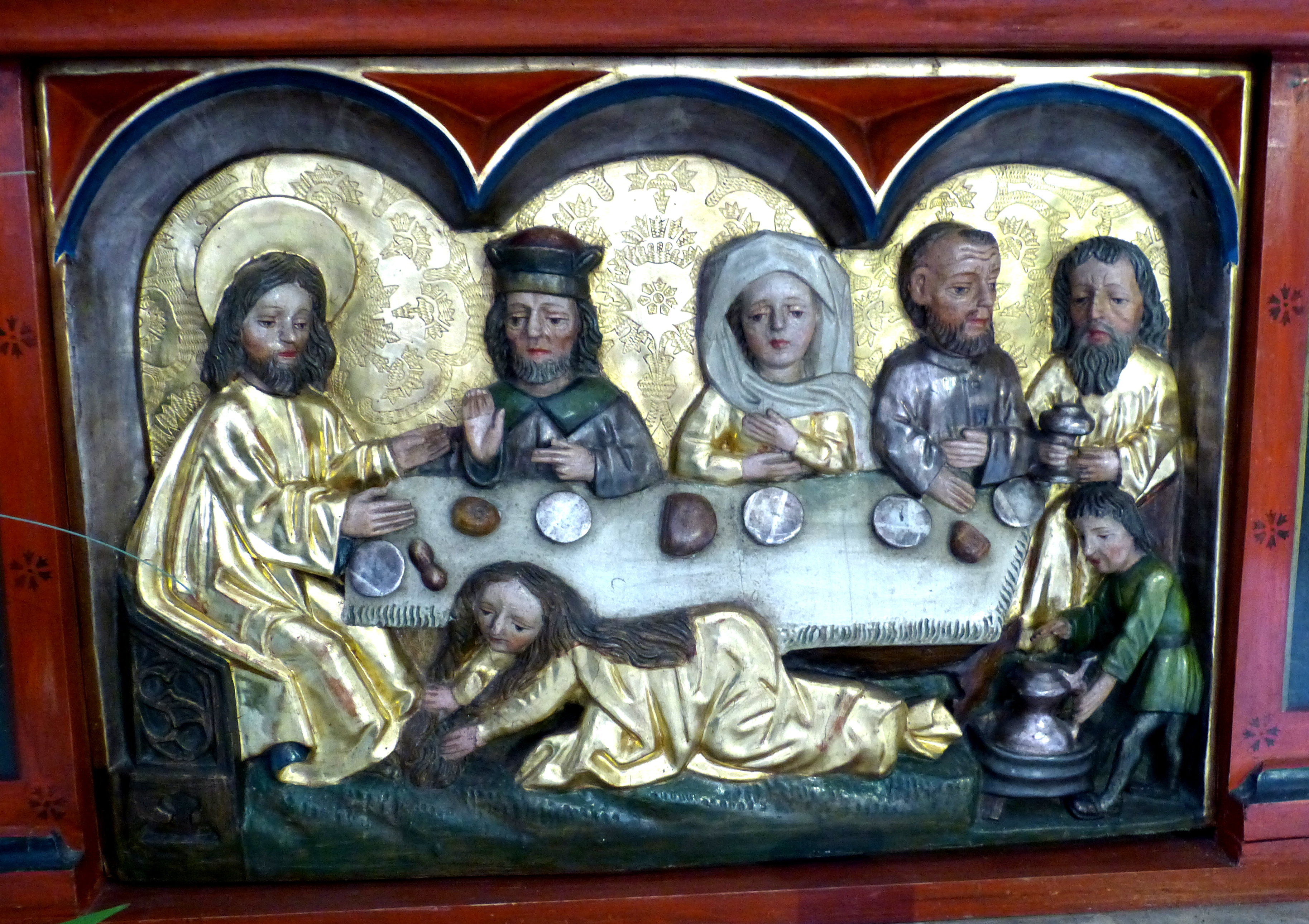
Predella mit der Begegnung Jesu mit Maria Magdalena

Das bedeutendste Kunstwerk der Kirche ist ein spätgotischer Flügelaltar (um 1500). Er stammt aus der nahen Marienkapelle in der Kapellgasse. Als der Friedhof 1570 vor die Stadt verlegt wurde, kam der Altar in die 1588 neu gebaute Friedhofskapelle St. Johannis. Dort überdauerte er die Zerstörung der Stadt 1634. Er befindet sich seit 1935 im Chor der Stadtkirche.
Im geöffneten Mittelteil ist die Anbetung Jesu durch die Heiligen Drei Könige zu sehen. Die Seitenflügel zeigen Szenen aus der Weihnachtsgeschichte. In der Predella des Altars ist die Begegnung Jesu mit Maria Magdalena dargestellt. Im geschlossenen Zustand sind auf sechs Tafelbildern ebenfalls Szenen aus der Weihnachtsgeschichte zu sehen.
Die Kanzel stammt aus der Bauzeit der Kirche. Die Orgel wurde 1965 von der Firma Steinmeyer in Oettingen gebaut.